# Maksim Suràiev
Maksim Víktorovitx Suràiev (rus: Максим Викторович Сураев, nascut el 24 de maig de 1972) és un cosmonauta rus.